# كريا فريسي (بيلا)
كريا فريسي (Κρύα Βρύση) هي مدينة في بيلا في مقاطعة فوريا إلادا في اليونان.